# Крылатый лев (памятник)

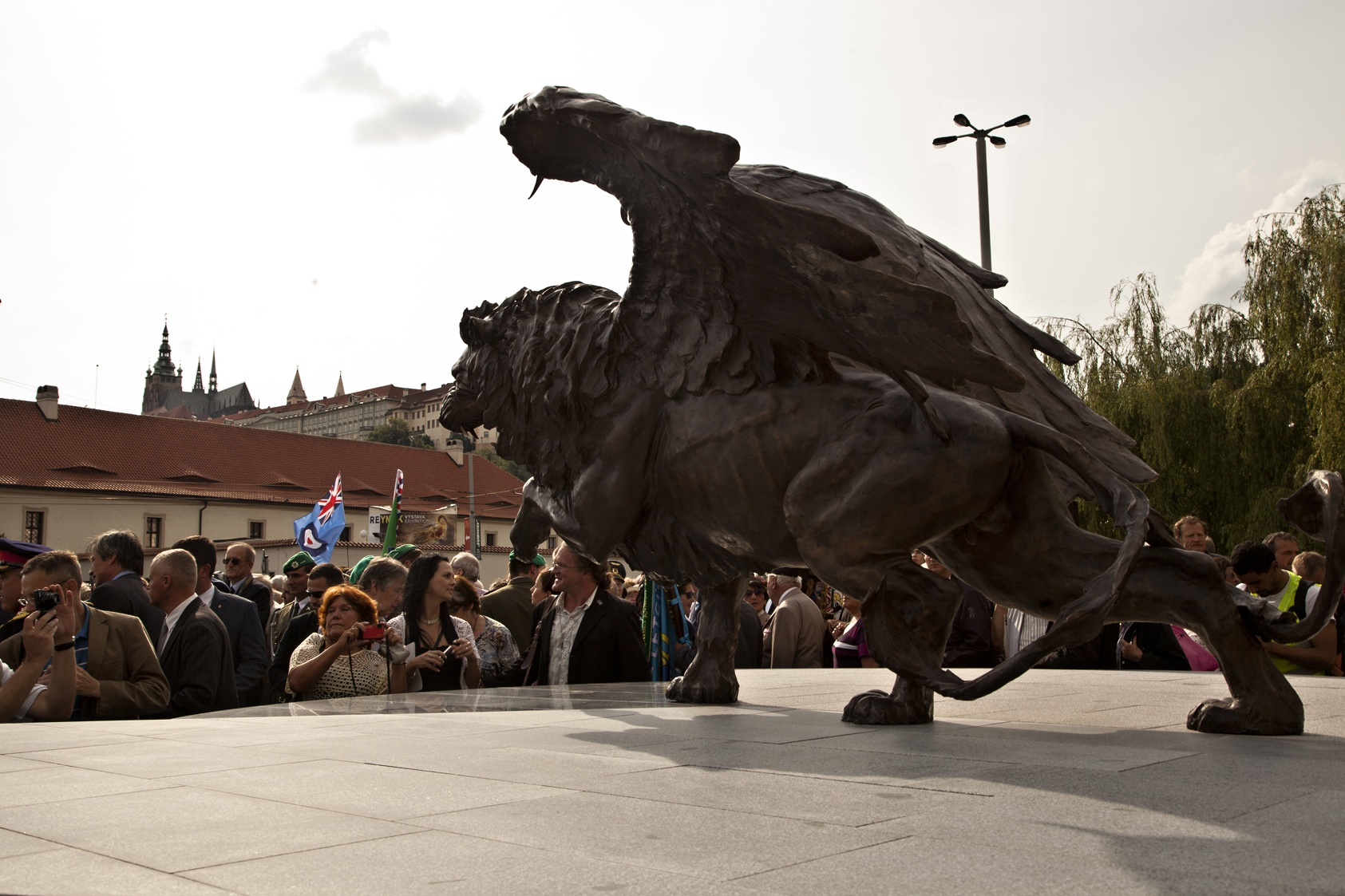
Вид на памятник слева

Крылатый лев — памятник, посвящённый лётчикам Чехословакии, служившим в рядах ВВС Великобритании и отличившимся в Битве за Британию в годы Второй мировой войны.
Открыт 17 июня 2014 года. Памятник является выражением признательности британскому обществу от 2500 чехословацких пилотов, служивших в Королевских ВВС в 1940—1945 годах и боровшихся за свободную Европу, многие из которых впоследствии пострадали во время коммунистического режима в Чехословакии. Одновременно, мемориал — подарок британской общины, проживающей в Чехии и Словакии, от которой поступило 99 % средств (примерно три миллиона крон) на его сооружение. На памятнике на чешском и английском языках написано: Этот памятник является выражением благодарности британского сообщества 2500 чехословацким лётчикам, которые служили в Королевских ВВС между 1940 и 1945 годами за свободу Европы.
Расположен на площади Кларов неподалеку от памятника движению сопротивления 1938—1945 годов работы Владимира Прецлика. Установлен в небольшом парке у подножия холма, на котором расположен Пражский Град.
Бронзовый двухметровый лев создан британским скульптором Колином Споффортом. Лев поставлен на бетонный постамент, облицованный чешским гранитом . Если смотреть сверху, круглый постамент напоминает эмблему ВВС Чехословакии. Обшивка и заклёпки с обеих сторон имитируют корпус самолёта.
На церемонии открытия присутствовали несколько ветеранов, чехов и словаков, которые воевали в рядах Royal Air Force, а также внук Уинстона Черчилля, бывший министр обороны Великобритании, Николас Сомс.
Под величественной статуей крылатого льва висит табличка с отрывками стихотворения «Боевой пилот» британского поэта Уильяма Кина Сеймура «Он борется за свободу, один из сыновей свободы, одинокий в своей воздушной сфере синего и бронзового цветов».